# 英吾斯塘乡 (且末县)
英吾斯塘乡，是中华人民共和国新疆维吾尔自治区巴音郭楞蒙古自治州且末县下辖的其中一个乡镇级行政单位。

## 行政区划
英吾斯塘乡下辖以下地区：
英吾斯塘村、铁热格勒克库勒村、阿瓦提村、科台买艾日克村、塔格艾日克村、吐排吾斯塘村和艾盖希铁热木村。